# Суперкубок Італії з волейболу серед жінок 2004
9-й розіграш Суперкубка Італії з волейболу серед жіночих команд відбувся 1-2 жовтня 2004 року в Кунео. За трофей боролися чотири команди. Трофей здобув діючий чемпіон «Радіо 105 Фоппапедретті». Для клубу з Бергамо це п'ята перемога в турнірі.

## Учасники
| Команда                    | Місто   | Досягнення                                       |
| -------------------------- | ------- | ------------------------------------------------ |
| «Радіо 105 Фоппапедретті»  | Бергамо | Чемпіон Італії в сезоні 2003-2004                |
| «Монте Ск'яво Банка Марке» | Єзі     | Півфіналіст чемпіонату Італії в сезоні 2003-2004 |
| «Сант Орсола Асистел»      | Новара  | Володар кубка Італії в сезоні 2003-2004          |
| «Колуссі»                  | Перуджа | Півфіналіст кубка Італії в сезоні 2003-2004      |

## Півфінал
| Дата      | Час |                                     | Рахунок |                                  | Сет 1 | Сет 2 | Сет 3 | Сет 4 | Сет 5 | Всього | Звіт  |
| --------- | --- | ----------------------------------- | ------- | -------------------------------- | ----- | ----- | ----- | ----- | ----- | ------ | ----- |
| 1.10.2004 |     | «Радіо 105 Фоппапедретті» (Бергамо) | 3–0     | «Монте Ск'яво Банка Марке» (Єзі) | 25–15 | 25–23 | 25–18 |       |       | 75–56  | [ 1 ] |
| 1.10.2004 |     | «Колуссі» (Перуджа)                 | 3–1     | «Сант Орсола Асистел» (Новара)   | 33–31 | 25–17 | 13–25 | 25–21 |       | 96–94  | [ 2 ] |

## За 3-тє місце
| Дата      | Час |                                | Рахунок |                                  | Сет 1 | Сет 2 | Сет 3 | Сет 4 | Сет 5 | Всього | Звіт  |
| --------- | --- | ------------------------------ | ------- | -------------------------------- | ----- | ----- | ----- | ----- | ----- | ------ | ----- |
| 2.10.2004 |     | «Сант Орсола Асистел» (Новара) | 3–0     | «Монте Ск'яво Банка Марке» (Єзі) | 25–21 | 25–21 | 25–22 |       |       | 75–64  | [ 3 ] |

## Фінал
| Дата      | Час |                                     | Рахунок |                     | Сет 1 | Сет 2 | Сет 3 | Сет 4 | Сет 5 | Всього | Звіт  |
| --------- | --- | ----------------------------------- | ------- | ------------------- | ----- | ----- | ----- | ----- | ----- | ------ | ----- |
| 2.10.2004 |     | «Радіо 105 Фоппапедретті» (Бергамо) | 3–0     | «Колуссі» (Перуджа) | 25–18 | 25–11 | 25–20 |       |       | 75–49  | [ 4 ] |

| 2                | Ангеліна Грюн          | 14 |
| 5                | Любов Килич            | 9  |
| 6                | Дженні Барацца         | 15 |
| 7                | Ірина Жукова           | 2  |
| 10               | Паола Паджі            | 10 |
| 12               | Франческа Піччініні () | 6  |
| 3                | Паола Кроче (л)        |    |
| 1                | Серена Ортолані        |    |
| 18               | Майя Поляк             |    |
| Резерв:          |                        |    |
| 4                | Іскра Міялич           |    |
| 8                | Мануела Секоло         |    |
| 13               | Катя Лураскі           |    |
| Головний тренер: |                        |    |
| Джованні Капрара |                        |    |

| 1                 | Валевска де Олівейра  | 4  |
| 3                 | Дорота Свеневич ()    | 4  |
| 6                 | К'яра Ді Юліо         | 13 |
| 7                 | Елія Рожерія де Соуза | 4  |
| 12                | Таїсмарі Агуеро       | 9  |
| 17                | Сімона Джолі          | 5  |
| 9                 | К'яра Арканджелі (л)  |    |
| 4                 | Лучія Крісанті        |    |
| 5                 | Драгана Марінкович    |    |
| Резерв:           |                       |    |
| 10                | Катаржина Гуйська     |    |
| Головний тренер:  |                       |    |
| Массімо Барболіні |                       |    |